# Christiane Desroches Noblecourt
Christiane Desroches Noblecourt (Parijs, 17 november 1913 - Épernay, 23 juni 2011) was een Franse egyptologe en archeologe.

## Opleiding en carrière
Clémence Christiane Desroches werd geboren in Parijs. Ze was afkomstig uit de ontwikkelde middenklasse. Haar vader Louis Desroches, licentiaat in de Letteren, droomde van een carrière als diplomaat, maar om familieredenen werd hij eerst advocaat en later topambtenaar. Haar moeder, Madeleine Lapré, was een van de eerste vrouwen die de graad van licentiaat in de Klassieke Letteren behaalde aan de Sorbonne.
Desroches Noblecourt volgde haar middelbareschoolopleiding aan het Molière-lyceum (Parijs). Ze had toen al een grote fascinatie voor de ontdekking van het graf van Toetanchamon door Howard Carter in 1922. Na het behalen van de licentiaatsgraad Egyptologie aan het École pratique des hautes études en na vervolgstudie aan het École du Louvre, een aan dat museum verbonden hogeschool, ging zij in 1936 werken bij de afdeling Egyptische oudheden in het Louvre. Zij werd daartoe aangemoedigd door Étienne Drioton. Als conservatrice van de Egyptische oudheden van het Louvre was zij een opvolger van Jean-François Champollion. Ze was de eerste vrouw die werd benoemd aan het Institut français d'archéologie orientale in Caïro.
Ook was zij de eerste vrouw die in 1938-1939 een archeologische opgraving in Egypte leidde: binnen de Frans-Poolse opgravingen bij Edfu was zij verantwoordelijk voor de sector van het Oude Rijk in de necropolis. Met de twee andere leden van dit onderzoeksteam (Casimir Michalowski, professor aan de Universiteit van Warschau en Joseph Rozier de Linage, die de leiding had over de sector van het Middenrijk) deed zij haar eerste onderzoeken en maakte zij ook een studiereis op zoek naar nieuwe archeologische vindplaatsen op de oevers van de Nijl. De reis voerde hen in 1939 per boot langs de tempels van Abu Simbel, van Nubië tot Wadi Halfa en daarna per trein naar Khartoem in Soedan. Deze ervaring maakte haar later de aangewezen persoon om leiding te geven aan de Nubische reddingscampagne, de internationale campagne in de jaren '60 die ervoor zorgde dat veel Nubische monumenten werden verplaatst, zodat ze na de bouw van de Hoge Aswandam niet onder het Nijlwater verdwenen.
Tijdens de Tweede Wereldoorlog maakte zij deel uit van het verzet en bracht zij de schatten van de Egyptische afdeling van het Louvre in veiligheid door ze naar de vrije gebieden in Frankrijk te brengen, met name naar het kasteel van Saint-Blancard in de Gers. Ze was docente aan het École du Louvre van 1937 tot 1982; ze gaf colleges Egyptische taal en schrift en later ook Egyptische archeologie.

## Nubische reddingscampagne

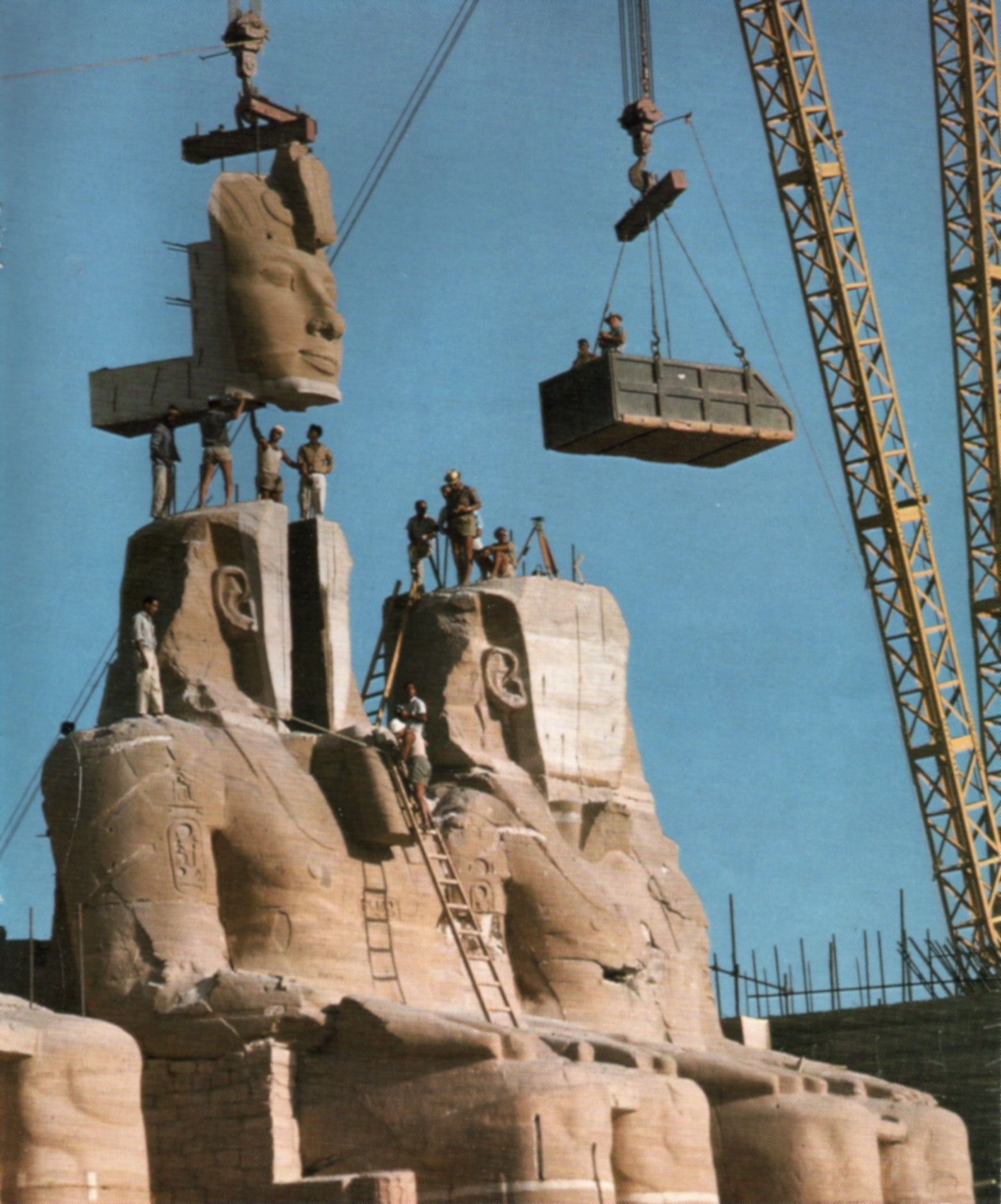
Verplaatsing van de grote tempel van Abu Simbel in 1967: de kolossen van de façade worden in stukken gezaagd voor transport.

Door de bouw van de nieuwe Aswandam zou de Nubische reddingscampagne haar levenswerk worden. De eerste dam werd in 1902 in gebruik genomen. Nadat de capaciteit van een miljard kubieke meter onvoldoende was gebleken, werd de dam in 1912 en in 1934 nog eens opgehoogd. Zoals Pierre Loti het verwoordde: 

Het merendeel van de oude Nubische tempels zal onder water verdwijnen [...] Maar daardoor zal het wel mogelijk worden om de katoenplantages zeer winstgevend te maken.

Omdat de capaciteit van de dam niet voldeed aan de behoeften van een steeds maar groeiende bevolking, besloot de door Gamal Abdel Nasser geleide regering in 1954 een dam met een capaciteit van 157 miljard kubieke meter en een lengte van 500 kilometer te bouwen. Het was een enorm project (wel 'faraonisch' van grootte genoemd) waarbij ook Soedanees grondgebied betrokken was.
Hierdoor zouden de Nubische monumenten, waaronder de tempels van Abu Simbel, eenvoudigweg verdwijnen en voor altijd verloren gaan. Toen dit rond 1959 duidelijk werd vroeg Unesco aan Desroches Noblecourt om alle bedreigde monumenten te inventariseren. Daarnaast zouden de benodigde financiële middelen waar een dergelijke kolossale onderneming om vraagt, moeten worden ingezameld.
Op 8 maart 1960 deed Desroches Noblecourt samen met Sarwat Okasha, de Egyptische minister van cultuur, een dringend beroep op mondiale solidariteit bij de Raad van Unesco. Behalve dat er meer dan veertien tempels verplaatst moesten worden, moest er dringend archeologisch onderzoek gedaan worden op vindplaatsen die onder tientallen meters water zouden komen te staan en die nog niet gedetailleerd bestudeerd waren.
André Malraux, de toenmalige Franse minister van Culturele Zaken, reageerde snel: 

De macht waarvoor de vandaag bedreigde kolossale monumenten en de meesterwerken in het museum van Caïro hebben gezorgd, spreekt ons met dezelfde verheven stem aan als de architecten van Chartres en Rembrandt. Uw appel is historisch, niet omdat u oproept om de tempels van Nubië te redden, maar omdat daardoor de eerste wereldbeschaving publiekelijk een plek in het erfgoed van de wereldkunst opeist. Er is slechts een daad waarvan zowel de willekeur van het gesternte als het eeuwige geruis van wateren niet kan winnen: dat is de daad waarbij de mens iets aan de dood onttrekt.

Hoewel de Koude Oorlog op een hoogtepunt was, hielpen vijftig landen mee aan het redden van deze werelderfgoed-monumenten. Archeologische teams uit alle medewerkende landen zwermden uit over het vloedgebied. Veel vindplaatsen werden door noodopgravingen onderzocht; vondsten werden waar mogelijk in musea ondergebracht. De tempels van Philae, Kalabsha, Wadi-es-Sebua, Dakka, Derr en Abu Simbel werden verplaatst.
De tempel van Amada was een extra lastig geval vanwege de gedetailleerde en mooi geschilderde reliëfs. Het was onmogelijk deze tempel in delen uit elkaar te halen, want dan zouden de beschilderingen beschadigd raken. Toen zij zag dat iedereen zich dan maar neerlegde bij het feit dat deze tempel verloren zou gaan, riep Desroches Noblecourt uit: 'Frankrijk zal de tempel van Amada redden!'. Zij vroeg twee architecten om haar een voorstel te doen hoe de tempel in zijn geheel verplaatst zou kunnen worden. Het voorstel luidde dat de tempel in zijn geheel op rails zou worden gezet en hydraulisch vervoerd naar een plaats die zestig meter hoger ligt, enkele kilometers verderop. Het was een werkbaar idee, maar zeer kostbaar. Desroches Noblecourt vroeg daarop een onderhoud met de Franse president Charles de Gaulle aan. Deze was zich er niet van bewust wat de egyptologe in naam van zijn land had beloofd. Toen hij het hoorde vroeg hij: 

Hoe heeft u dat kunnen doen mevrouw, Frankrijk er zo in betrekken, zonder aan iemand toestemming te vragen?

Desroches Noblecourt antwoordde: 

Maar Generaal, in al mijn nederigheid, ik heb me slechts door uw daad laten inspireren. Was u het niet die ooit eens deze sublieme verklaring, die we ons nog allen herinneren, aflegde? "Frankrijk heeft een gevecht verloren, maar niet de oorlog?" Had u toen de tijd genomen om de regering te raadplegen?

 Met een glimlach ging De Gaulle overstag, wetende dat het benodigde geld dankzij de grote steun wel bij elkaar gebracht zou worden.
Uiteindelijk was er twintig jaar nodig om de reddingscampagne tot een goed einde te brengen. Er is wel op gewezen dat een (faraonische) inscriptie in de kleine tempel van Nefertari in Aboe Simbel ook hierop mooi van toepassing is: 'Nooit eerder is er zoiets gedaan'.

## Na de Nubische reddingscampagne
Een aantal landen ontving van de Egyptische regering als dank voor hun bijdragen aan de Nubische reddingscampagne een oud-Egyptisch monument ten geschenke. De regering van Anwar Sadat, die de twee jaar eerder overleden Nasser opvolgde, schonk als dank voor de Franse bijdrage aan de redding van de Nubische monumenten een monumentale buste van Achnaton aan het Louvre.
De rol van Desroches Noblecourt bij de redding van de Nubische monumenten zorgde ook voor een verbetering van de verhoudingen tussen Frankrijk en Egypte na de vernietigende Suezcrisis. Dit vertaalde zich in de organisatie van een aantal grote tentoonstellingen in Parijs met belangrijke bruiklenen uit Egypte. De eerste was de tentoonstelling over Toetanchamon van februari tot juni 1967 in het Petit Palais te Parijs. Met een bezoekersaantal van 1.240.000 bezoekers was dit een nog nooit geëvenaard record voor een expositie in Frankrijk. De expositie die eigenlijk tot juli zou duren, werd voor het publiek gesloten toen de Zesdaagse Oorlog uitbrak.
De expositie over Ramses II in 1976 in Parijs, die samenviel met conservatiewerkzaamheden aan de mummie van Ramses II, een van de bekendste koningsmummies, werd bezocht door 1.200.000 bezoekers. De expositie over Amenhotep III in 1993 werd veel minder goed bezocht.
Dankzij een donatie van Germaine Ford de Maria, deed Desroches Noblecourt in 1984 met hulp van Christian Leblanc archeologisch onderzoek in de Vallei der Koninginnen. Meer dan honderd graven werden onderzocht en geregistreerd.
In 1998 liet zij boven op de obelisk van de Place de la Concorde een verguld pyramidion plaatsen.

## Onderscheidingen
- Grootkruis van het Legioen van Eer
- Officier in de Nationale Orde van Verdienste
- Verzetsmedaille
- Commandeur in de Orde van de Academische Palmen
- Commandeur in de Orde van Kunsten en Letteren
- Grootofficier in de Orde van de Egyptische bevrijding
- Gouden medaille van het CNRS, het Franse Nationaal Centrum voor Wetenschappelijk Onderzoek
- Zilveren Unesco-medaille (1975)
- Verzilverde medaille van de stad Parijs
- Gouden medaille van de Société d'encouragement au progrès
- Zilveren medaille van de Académie d'architecture